# آنابلا شورا
آنابلا شورا (به انگلیسی: Annabella Sciorra) (زاده ۲۴ مارس ۱۹۶۴) بازیگر آمریکایی است.
او در شهر ودرسفیلد واقع در ایالت کنتیکت آمریکا زاده شد. پدرش مهاجر ایتالیایی بود.

## گزیده فیلم‌شناسی
- چه رویاهایی که می‌آیند
- در جستجوی آزادی
- کاپ لند
- مرد کادیلاک
- تب جنگل
- آقای شگفت‌انگیز
- درمان
- خاکسپاری
- دنیای مردگان
- امور داخلی
- نظم و قانون: قصد جنایی
- دستی که گهواره تکان می‌دهد
- آقای حسادت
- بازگشت در روز
- هتل جدید رز
- پادشاه جنگل
- جنایت آمریکایی
- اعتیاد